# Can Simó (Deià)
Can Simó, antigament anomenada Son Bauçà de Llucalcari, és una possessió situada a Llucalcari, en el terme municipal de Deià (Mallorca).
Compta amb una torre de defensa del segle xvii. Se situa en una zona declarada paisatge pintoresc des del 1972 i bé d'interès cultural des del 1985, a més d'estar protegida segons les Normes Subsidiàries i les Directrius d'Ordenació del Territori.
A la dècada del 1980, l'empresa Bancals SA, pertanyent a Alex Ball, va comprar Can Simó. El 1985, s'hi va començar a edificar amb permís de l'Ajuntament de Deià, tot i que era una zona no urbanitzable. Així doncs, el 1986 el Grup Balear d'Ornitologia i Defensa de la Naturalesa va denunciar que l'Ajuntament de Deià havia autoritzat la parcel·lació en quatre parts de la finca de Can Simó per tal de construir-hi xalets. El maig del 1992, el Tribunal Superior de Justícia de Balears ordenà la demolició dels quatre xalets, construïts il·legalment. El 1999, el Tribunal Suprem d'Espanya ratificà aquesta ordre. Així i tot, el 2006 encara no s'havia efectuat. El 2009, el Suprem va emetre una sentència judicial que obligava l'Ajuntament a abatre els edificis. De fet, aquell any el batle de Deià, Jaume Crespí, va començar a rebre una multa setmanal de 600 euros fins que no es tombessin les cases. El 2011, es van demolir finalment. Els propietaris eren l'escriptor espanyol Fernando Schwartz i tres ciutadans alemanys, d'entre els quals Axel Ball.